# Ialomița (Fluss)
Die Ialomița (Ausspracheⓘ; rumänisch Râul Ialomița; in der Antike Helibacia) ist ein linker Nebenfluss der Donau in Rumänien.
Der Fluss entspringt im Bucegi-Gebirge und fließt von dort aus in südliche, später dann in östliche Richtung. Bevor er in die Donau mündet, fließt er unter anderem durch die Städte Târgoviște und Slobozia. Er durchquert die Kreise Dâmbovița, Prahova, Ilfov und Ialomița.
Der linke Nebenfluss der Donau hat eine Länge von 414 km und ein Einzugsgebiet von 8900 km².